# Selecció de futbol de les Illes Cook
La selecció de futbol de les Illes Cook és l'equip que representa a les Illes Cook, i a l'Associació de futbol d'aquest país. Amb una població d'uns 24.000 habitants, és un dels països menys poblats amb representació a la FIFA.

## Resultats

### Copa del Món
- 1930 a 1994 — No participà
- 1998 a 2014 — No es classificà

### Copa de Nacions de l'OFC
En les dues participacions en la Copa de Nacions de l'OFC, l'actuació de les Illes Cook es va materialitzar en 4 partits perduts, amb només un gol a favor i fins a 41 en contra.
- 1973 a 1996 — No participà
- 1998 — Primera fase (6è)
- 2000 — Primera fase (6è)
- 2002 — Es retirà
- 2004 a 2012 — No es classificà

### Jocs del Pacífic
- 1963 a 1969 — No participà
- 1971 — Primera fase
- 1975 a 1991 — No participà
- 1995 — Primera fase
- 2003 — No participà
- 2007 — Primera fase
- 2011 — Primera fase

### Copa de Polinèsia
- 1994 — No participà
- 1998 — Subcampió
- 2000 — Subcampió